# Friedrich Wilhelm Deichmann
Friedrich Wilhelm Deichmann (* 17. Dezember 1909 in Jena; † 13. September 1993 in Mentana) war ein deutscher Christlicher Archäologe und byzantinistischer Kunsthistoriker. Er ist insbesondere mit der Erforschung der Stadt Ravenna verbunden.

## Biografie
Friedrich Wilhelm Deichmann wurde 1934 an der Universität Halle bei Paul Frankl mit einer Dissertation zum Thema Versuch einer Darstellung der Grundrisstypen des Kirchenbaues in frühchristlicher und byzantinischer Zeit im Morgenlande auf kunstgeographischer Grundlage promoviert. Es folgten fast 60 Jahre intensiver Forschungstätigkeit, die lange mit der Abteilung Rom des Deutschen Archäologischen Instituts (DAI) verbunden war. Zunächst war er 1935/36 Inhaber des Reisestipendiums des Deutschen Archäologischen Instituts. 1937 begann er in Rom seine Tätigkeit als wissenschaftlicher Referent für Christliche Archäologie. Mit Arnold Tschira begann Deichmann 1940 mit den Ausgrabungen am Helenamausoleum (Tor Pignattara, Rom). Es waren die ersten vom Institut durchgeführten Ausgrabungen seit 1913. 1942 folgte eine weitere Ausgrabung mit Michael Stettler am Tempel der Minerva Medica. Seit 1943 vertrat er zusätzlich zu seinen anderen Pflichten den zur Wehrmacht einberufenen Ernst Homann-Wedeking in der Fotothek des Instituts. 1944 war er an der Verlagerung der Bibliothek und der Fotothek sowie weiterer Unterlagen in das Salzbergwerk von Alt-Aussee bei Salzburg beteiligt. Für die Hilfe dankte er als Sprecher einer Delegation des Instituts Papst Pius XII. für dessen Unterstützung bei der Sicherung des Instituts. Gegen Ende des Zweiten Weltkrieges und in der Nachkriegszeit hütete er das zu der Zeit enteignete Institut. 1954 wurde er Honorarprofessor an der Universität Bonn und 1956 Wissenschaftlicher Oberrat, später Wissenschaftlicher Direktor bei der Abteilung Rom des DAI und nebenamtlich Professor an der Facoltà Valdese di Teologia in Rom. Nach der Pensionierung im Jahr 1974 blieb Deichmann weiter in Rom und widmete sich, bis zu seinem Tod auch mit dem Römischen Institut des DAI verbunden, intensiv der wissenschaftlichen Arbeit.
Deichmann befasste sich vor allem mit den Hinterlassenschaften der drei spätantiken römischen Hauptstädte: Rom, Konstantinopel und vor allem Ravenna. Daneben forschte er insbesondere auch in Nubien. Über Ravenna verfasste er sein wichtigstes Werk, Ravenna. Hauptstadt des spätantiken Abendlandes. In diesem Werk dokumentierte er Topografie, Kirchengeschichte, Kulturgeschichte, Wirtschaftsgeschichte, Architektur, Bauplastik, Skulptur, Mosaikkunst, Ikonographie und Alltagskultur. Er gehörte zu den „herausragenden Gelehrten, die den Charakter ihres Faches in ihrer Zeit prägten“ (Bernard Andreae).
Mit Hans-Georg Beck und Herbert Hunger gab Deichmann von 1964 bis 1980 die Byzantinische Zeitschrift heraus. 1969 wurde er korrespondierendes Mitglied der Bayerischen Akademie der Wissenschaften und war Mitglied der Pontificia Accademia Romana di Archeologia. 1974 wurde ihm das Große Verdienstkreuz der Bundesrepublik Deutschland verliehen. Er erhielt 1984 die Ehrenbürgerschaft von Ravenna. An seinem Todestag wurde er Ehrendoktor der Universität Bologna.

## Schriften (Auswahl)
- Versuch einer Darstellung der Grundrisstypen des Kirchenbaues in frühchristlicher und byzantinischer Zeit im Morgenlande auf kunstgeographischer Grundlage. Triltsch, Würzburg 1937.
- Sabratha und Tripolis (= Schriftenreihe für unsere Soldaten. Heft 3). Verlag des „Italien-Beobachter“, Rom 1942.
- Studien zur Architektur Konstantinopels im 5. und 6. Jahrhundert nach Christus (= Deutsche Beitrage zur Altertumswissenschaft. Heft 4). Verlag für Kunst und Wissenschaft, Baden-Baden 1956.
- Frühchristliche Bauten und Mosaiken von Ravenna. Grimm, Baden-Baden 1958 (später als Tafelband von „Ravenna. Hauptstadt des spätantiken Abendlandes“ neu aufgelegt).
- Repertorium der christlich-antiken Sarkophage. Band 1: Rom und Ostia. Text- und Tafelband, von Zabern, Mainz 1967.
- Ravenna. Hauptstadt des spätantiken Abendlandes (drei Bände in sechs Teilbänden). Steiner, Wiesbaden / Stuttgart 1969–1989.
  - Band I: Geschichte und Monumente, 1969.
  - Band II: Kommentar, 1. Teil 1974 ISBN 3-515-01944-8, 2. Teil 1976 ISBN 3-515-02005-5, 3. Teil 1989 ISBN 3-515-02369-0, Plananhang 1976 ISBN 3-515-02107-8.
  - Band III: Frühchristliche Bauten und Mosaiken von Ravenna, 1969 (Tafelband) (Nachdruck 1995 ISBN 3-515-06649-7).
- Die Spolien in der spätantiken Architektur (= Sitzungsberichte der Bayerischen Akademie der Wissenschaften, Philosophisch-Historische Klasse. Jahrgang 1975, Heft 6). Verlag der Bayerischen Akademie der Wissenschaften und C. H. Beck, München 1975, ISBN 3-7696-1473-9.
- mit Urs Peschlow: Zwei spätantike Ruinenstätten in Nordmesopotamien (= Sitzungsberichte der Bayerischen Akademie der Wissenschaften, Philosophisch-Historische Klasse. Jahrgang 1977, Heft 2). Verlag der Bayerischen Akademie der Wissenschaften und C. H. Beck, München 1977, ISBN 3-7696-1483-6.
- Rom, Ravenna, Konstantinopel, Naher Osten. Gesammelte Studien zur spätantiken Architektur, Kunst und Geschichte. Steiner, Wiesbaden 1982, ISBN 3-515-03759-4.
- Qalb Lōze und Qalʿat Semʿān. Die besondere Entwicklung der nordsyrisch-spätantiken Architektur. (= Sitzungsberichte der Bayerischen Akademie der Wissenschaften, Philosophisch-Historische Klasse. Jahrgang 1982, Heft 6). Verlag der Bayerischen Akademie der Wissenschaften und C. H. Beck, München 1982, ISBN 3-7696-1518-2.
- Einführung in die christliche Archäologie (Die Kunstwissenschaft. Einführung). Wissenschaftliche Buchgesellschaft, Darmstadt 1983, ISBN 3-534-06797-5.
  - italienische Ausgabe: Archaeologia cristiana (= Studia archaeologica. Band 63). Bretschneider, Rom 1993, ISBN 88-7062-771-3.
  - polnische Ausgabe: Archeologia chrześcijańska. Warschau 1994, ISBN 83-01-11426-6.
- Vom internationalen Privatverein zur preußischen Staatsanstalt. Zur Geschichte des Instituto di Corrispondenza Archeologica (= Das Deutsche Archäologische Institut. Band 9). von Zabern, Mainz 1986, ISBN 3-8053-0509-5.
- mit Peter Grossmann: Nubische Forschungen (= Archäologische Forschungen. Band 17). Gebr. Mann, Berlin 1988, ISBN 3-7861-1512-5.

## Belege
1. ↑  Bernard Andreae: Hauptstadt Ravenna. Zum Tode des Archäologen Friedrich Wilhelm Deichmann. In: Antike Welt. Band 24, 1993, S. 362.

| Personendaten    | Personendaten                                                        |
| ---------------- | -------------------------------------------------------------------- |
| NAME             | Deichmann, Friedrich Wilhelm                                         |
| KURZBESCHREIBUNG | deutscher Christlicher Archäologe und byzantinischer Kunsthistoriker |
| GEBURTSDATUM     | 17. Dezember 1909                                                    |
| GEBURTSORT       | Jena                                                                 |
| STERBEDATUM      | 13. September 1993                                                   |
| STERBEORT        | Mentana                                                              |